# Wniebowstąpienie (powieść)
Wniebowstąpienie – powieść Tadeusza Konwickiego wyd. w 1967 r. Akcja utworu rozgrywa się w Warszawie lat sześćdziesiątych. Autor kreśli ponury, przejmujący, groźny, surrealistyczny obraz stołecznej rzeczywistości.
Bohaterem powieści jest mężczyzna, który odzyskuje przytomność pod tramwajowym wiaduktem. Nic nie pamięta, nie wie, co się z nim stało. Najprawdopodobniej jest ofiarą jakiegoś wypadku, ponieważ z tyłu głowy ma ogromną dziurę, a jego włosy są pozlepiane krwią. Nie mogąc nic sobie przypomnieć, krąży po nocnej Warszawie, spotykając ludzi z marginesu: sutenerów, pijaków, prostytutki i kombinatorów. Odwiedza tajemnicze lokale, bierze udział w napadzie na bank itp.